# Тодд, Майкл
Майк Тодд (англ. Michael «Mike» Todd; 22 июня 1909 года, Миннеаполис, Миннесота, США — 22 марта 1958 года, Грантс, Нью-Мексико, США) — американский продюсер театра и кино.
Наиболее известен по фильму «Вокруг света за 80 дней», который был удостоен премии Национального совета кинокритиков США (1956) и пяти премий «Оскар» (1957).

## Биография
Родился 22 июня 1909 года в Миннеаполисе (штат Миннесота) в бедной еврейской семье иммигрантов из Польши, получив при рождении имя Авром Гирш Гольдбоген (англ. Avrom Hirsch Goldbogen). У его родителей, Хаима Гольдбогена и Софии Хеллерман, было девять детей.
Позднее семья переехала в Чикаго. Учась в местной школе, Тодд был отчислен в шестом классе за игру в крэпс на территории школы. Но уже в школе он был постановщиком спектакля «The Mikado», имевшего успех. Бросив школу, он работал в различных местах, включая продавца обуви и помощника в аптеке, где приобрёл достаточно знаний для работы в чикагском госпитале Michael Reese Hospital в качестве «охранника», в обязанности которого входило следить, чтобы посетители не проносили в госпиталь запрещённых для пациентов продуктов.
Затем Майкл работал на стройке. Позже вместе с братом Фрэнком открыл собственную строительную компанию, которая в том числе выполняла подряды для голливудских студий по звукоизоляции (в период перехода от немого кино к звуковому). Но в первые дни Великой депрессии их с братом компания обанкротилась.
Следующей попыткой стала работа в качестве импресарио. В течение 1933—1934 годов в чикагском Century of Progress Exposition Тодд создал аттракцион «Flame Dance». Одновременно он работал в нью-йоркском ночном клубе «Casino de Paris». Там он почувствовал «вкус» Бродвея и стал искать способ туда пробиться. Увидев в чикагском Federal Theatre Project пьесу «The Swing Mikado», Тодд решил сделать свою версию пьесы на Бродвее. Это ему удалось и в дальнейшем в течение своей карьеры он выпустил 17 бродвейских шоу, включая бурлескную пьесу «Star and Garter» и классического «Гамлета».
После этого Тодд проявил себя как талантливый кинопродюсер. В 1950-х годах Тодд был сооснователем компании Cinerama и приобрёл несколько кинотеатров в центре Чикаго, в которых он внедрял собственную систему широкоформатного кинематографа — Todd-AO.
Майкл Тодд погиб 22 марта 1958 года в районе города Грантс (штат Нью-Мексико) в авиакатастрофе двухмоторного частного самолёта Lockheed Lodestar, на котором за пять дней до катастрофы он летал в Альбукерке для рекламы фильма «Вокруг света за 80 дней». Был похоронен на кладбище Waldheim Jewish Cemetery в городе Форест-Парк, штат Иллинойс.

### Личная жизнь
Майкл Тодд был трижды женат.

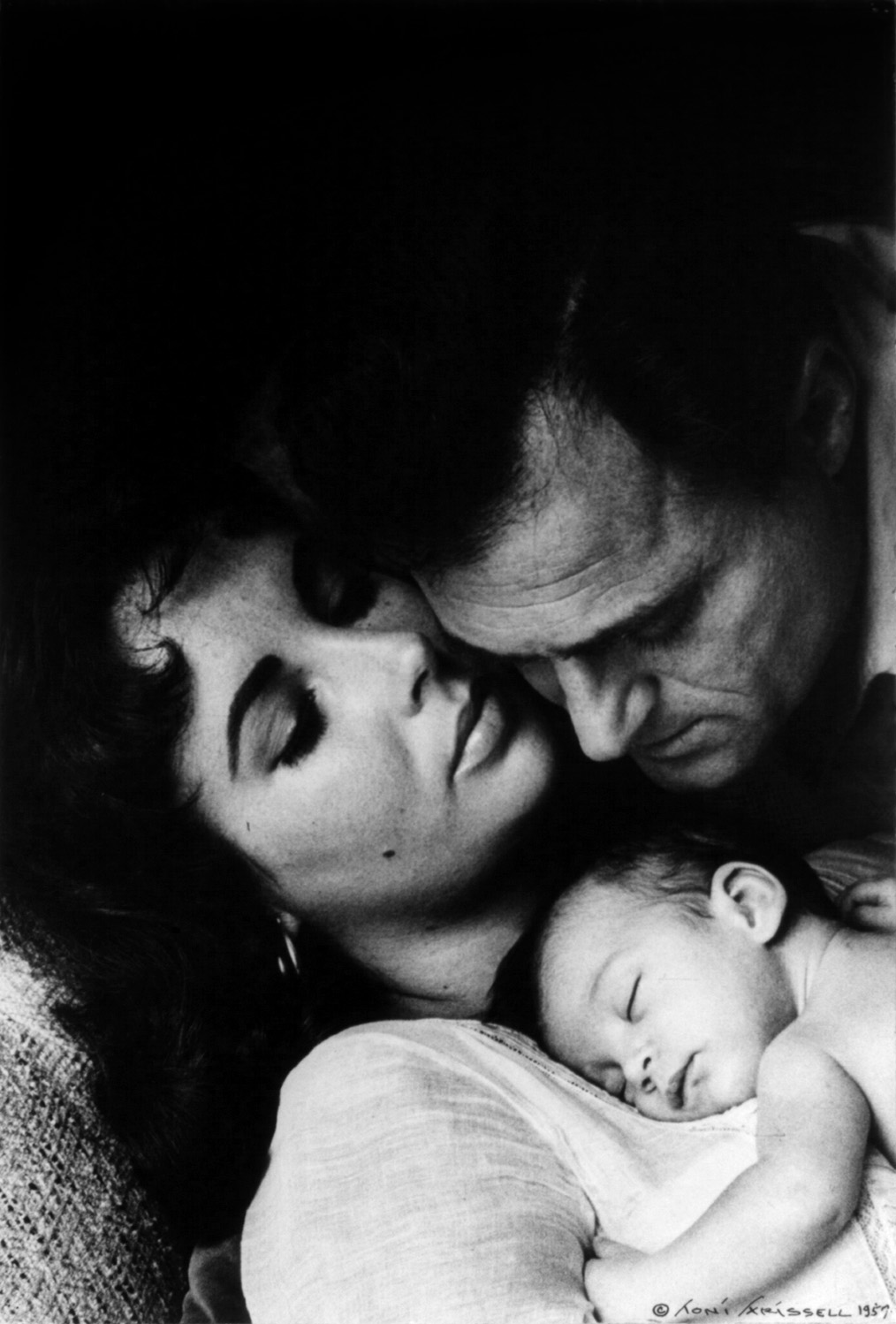
Тодд с Элизабет Тейлор и дочкой Лизой

- Первая жена — Берта Фрешмен (поженились в 1927 году, умерла в 1946 году); у них родился сын Майкл.
- Вторая жена — Джоан Блонделл (поженились в 1947 году, развелись в 1950 году).
- Третья жена — Элизабет Тэйлор (поженились в 1957 году); в этом же году у них родилась дочь Элизабет Фрэнсис Тодд (Elizabeth Frances (Liza) Todd)[9].